# Alsters distrikt
Alsters distrikt är ett distrikt i Karlstads kommun och Värmlands län. Distriktet ligger omkring Vallargärdet i södra Värmland och omfattar bland annat en mindre del av tätorten Karlstad. 

## Tidigare administrativ tillhörighet
Distriktet inrättades 2016 och utgörs av Alsters socken i Karlstads kommun.
Området motsvarar den omfattning Alsters församling hade vid årsskiftet 1999/2000.

## Tätorter och småorter
I Alsters distrikt finns två tätorter och en småort.

### Tätorter
- Karlstad (del av)
- Vallargärdet

### Småorter
- Gräsås

### Övriga orter
- Edsgatan och Långenäs
- Steffensminne
- Ulvsbyn och Mosstorp